# Société Dewald
Société Dewald war ein französischer Hersteller von Automobilen und Nutzfahrzeugen.

## Unternehmensgeschichte
Das Unternehmen wurde 1896 in Boulogne gegründet. 1902 begann die Produktion von Automobilen. 1926 endete die Automobilproduktion. Nutzfahrzeuge entstanden zwischen 1904 oder 1912 und 1931.

## Automobile
Bis 1904 entstanden Fahrzeuge nur auf Bestellung. Zwischen 1904 und 1912 standen sechs verschiedene Modelle mit Vierzylindermotoren im Angebot. Das stärkste Modell verfügte über einen Motor mit 7400 cm³ Hubraum. Von 1913 bis 1914 gab es Vierzylindermodelle mit 2100 cm³ und 3600 cm³ Hubraum und Kardanantrieb sowie das Modell KA mit 5300 cm³ Hubraum und Kettenantrieb.
1922 wurde das Modell CD mit Achtzylinder-Reihenmotor mit 4807 cm³ Hubraum und OHC-Ventilsteuerung vorgestellt, das aber bis 1926 nur in sehr geringen Stückzahlen hergestellt wurde.